# Alsónána
Alsónána là một thị trấn thuộc hạt Tolna, Hungary. Thị trấn này có diện tích 13,14 km², dân số năm 2010 là 698 người, mật độ 53 người/km².